# Blasius Scheucher

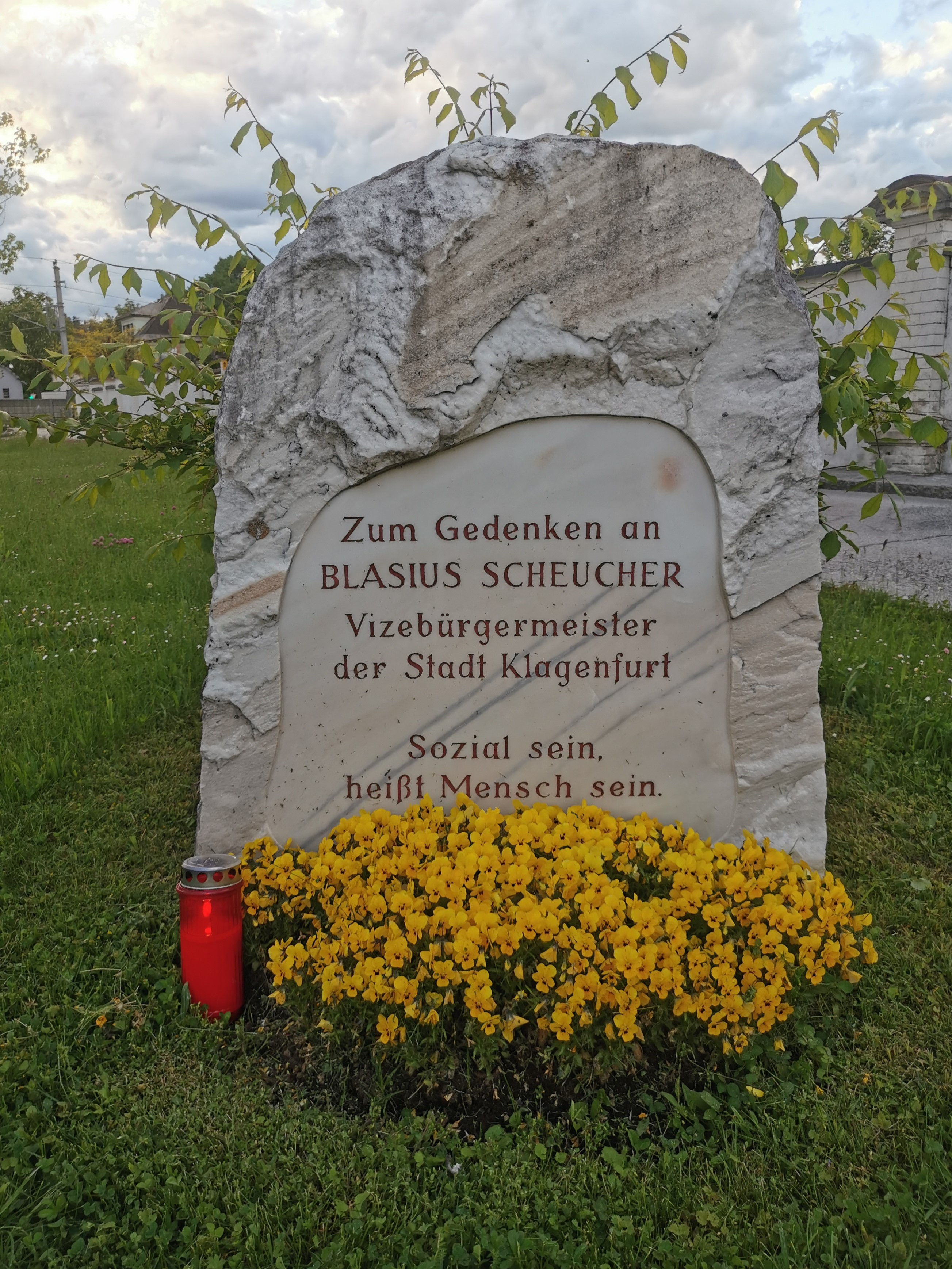
Gedenkstein für Blasius Scheucher am Eingang des Zentralfriedhofs Annabichl

Blasius Scheucher (* 29. Jänner 1911 in Kammersberg, damalige Gemeinde Pöllau am Greim; † 28. Juli 1962 in Klagenfurt) war ein österreichischer Politiker (ÖVP) und von 1950 bis 1962 Vizebürgermeister der Landeshauptstadt Klagenfurt am Wörthersee. Sein Sohn Harald Scheucher war von 1997 bis 2009 Bürgermeister.

## Biographie
Blasius Scheucher war gelernter Schuhmacher. 1934 kam er im Zuge seiner Einrückung zum Bundesheer nach Klagenfurt. Während des Zweiten Weltkrieges war Scheucher als Gebirgsjäger an verschiedenen Kriegsschauplätzen tätig. Nach seiner Rückkehr aus britischer Kriegsgefangenschaft wurde er Landesbediensteter und engagierte sich im Aufbau der Klagenfurter ÖVP. Am 15. Jänner 1948 wurde er Mitglied des Gemeinderates, bis zum 13. September 1950 war er als Stadtrat an der Stadtregierung beteiligt. Ab diesem Tag übernahm er in Nachfolge von Otto Dermuth das Amt des Vizebürgermeisters unter Friedrich Schatzmayer. Scheucher behielt das Amt auch nach den Wahlen der Jahre 1953 und 1957 unter den Bürgermeistern Peter Graf und Hans Ausserwinkler bei. Er verstarb wenige Wochen vor den Wahlen des Jahres 1962, sein Nachfolger als ÖVP-Vizebürgermeister wurde Rudolf Nowak.
Blasius Scheucher engagierte sich sehr für den Wiederaufbau und die Versorgung der notleidenden Bevölkerung. In der Stadtregierung war er als Fürsorge- und Gesundheitsreferent, später als Sozialreferent tätig. Unter Scheuchers politischer Verantwortung entstand z. B. das erste Klagenfurter Altersheim und ein Obdachlosenasyl, daneben gründete er die Soziale Hilfsgemeinschaft Klagenfurt (Aktuelle Obfrau Elisabeth Scheucher-Pichler). Auch die Wiedereingliederung der (von den Besatzungsmächten ob der nationalsozialistischen Gesinnung scheel beäugten) Kriegsheimkehrer in die Gesellschaft war ihm ein Anliegen. Er war maßgeblich an der Gründung der Kameradschaft vom Edelweiß, einer Vereinigung ehemaliger Gebirgsjäger, beteiligt. Diese Kameradschaft wiederum bot ehemaligen Angehörigen der SS Hilfestellung zur Vernetzung untereinander und zur Kommunikation mit den britischen Besatzern und trug zur Gründung der Kameradschaft IV bei. In diesem Geiste war Blasius Scheucher 1953 Mitbegründer der Ulrichsberggemeinschaft. Auch die 1959 eröffnete Gedenkstätte am Ulrichsberg geht auf seine Initiative zurück.